# Mucronalia
Genre
Synonymes
- sous-genre Eulima (Mucronalia) A. Adams, 1860
- Mucronella Ivanov, 1973[1]

Mucronalia est un genre de mollusques gastéropodes au sein de la famille Eulimidae. Les espèces rangées dans ce genre sont marines et parasitent des échinodermes ; l'espèce type est Mucronalia bicincta.

## Distribution
Les espèces sont distribuées dans l'océan Pacifique, notamment sur les côtes japonaises.

## Liste d'espèces
Selon World Register of Marine Species (30 août 2017) :
- Mucronalia bicincta A. Adams, 1860
- Mucronalia bizonula Melvill, 1906
- Mucronalia bulimuloides Dall, 1927
- Mucronalia epibathra Melvill, 1906
- Mucronalia exilis A. Adams, 1862
- Mucronalia exquisita G. B. Sowerby III, 1915
- Mucronalia interrupta (A. Adams, 1864)
- Mucronalia involuta Carpenter, 1865
- Mucronalia lepida Melvill, 1906
- Mucronalia mammillata Dall, 1927
- Mucronalia ophiuraphila Habe, 1974
- Mucronalia oxytenes Melvill, 1904
- Mucronalia rosea Pease, 1860
- Mucronalia trilineata Warén, 1980
- Mucronalia tumida Pease MS, Tryon, 1886
- Mucronalia variabilis Schepman in Voeltzkow, 1913